# Maria Mercè Marçal
Maria Mercè Marçal i Serra (Ivars d'Urgell, 13 novembre 1952 – Barcellona, 5 luglio 1998) è stata una poetessa, scrittrice e editrice spagnola di lingua e cultura catalana.
Nella sua breve carriera è stata anche traduttrice e insegnante di catalano, attivista politica e femminista.

## Biografia
Marçal nasce ad Ivars d'Urgell, nella comarca di Pla d'Urgell, vicino a Barcellona. Il fatto di nascere e crescere in un ambiente rurale verrà considerato dalla poetessa determinante per la sua carriera. La tradizione popolare, palpabile nel suo lessico, le metafore, le immagini, saranno una costante della sua opera. Marçal manterrà sempre un legame con la sua terra e la cultura popolare.
Nel 1963, quando ancora frequenta il liceo di Lleida, inizia a scrivere i primi testi in lingua catalana. Nel 1969 si iscrive alla facoltà di Filologia Classica dell'Università di Barcellona, presso la quale consegue la laurea nel 1975. Durante gli anni universitari svolge l'attività di insegnante di catalano.
Gli anni settanta segnano l'entrata di Marçal nel mondo letterario e nell'attivismo politico e femminista, che non abbandonerà mai. Nel 1972 si sposa con il compagno di studi e poeta Ramon Pinyol i Balasch, dal quale si separa nel 1976. Nello stesso anno vince il premio di poesia Carles Riba con la sua prima raccolta di poesie, Cau de llunes, pubblicata l'anno seguente. Nel 1979 esce alle stampe la raccolta Bruixa de dol.
Nel 1980 le viene assegnata la cattedra di lingua e letteratura catalana all'Istituto Maragall di Barcellona e nello stesso anno darà alla luce la figlia Heura che decide di crescere da sola. Dedica alla figlia alcune poesie, come Triar e Elegir', e nel 1982 pubblica Sal oberta, racconto in cui tratta poeticamente la gravidanza e la nascita della bambina. Sempre nel 1982 pubblica Terra de mai (titolo allusivo alla sua compagna Mai Cobos), in cui tratta il tema dell'amore tra donne, mai affrontato nella letteratura catalana, e tre anni dopo La germana, l'estrangera (1985).
Durante gli anni ottanta Marçal studia e traduce diversi poeti e scrittori, e prepara il suo primo romanzo La passió segons Renée Vivien che vedrà la luce nel 1994, e sarà insignito di una lunga serie di premi. Negli ultimi anni della sua vita, Marçal guida il Comitato degli Scrittori del Centro Catalano del PEN Club.
L'ultima opera poetica pubblicata quando è ancora in vita si intitola Desglaç, in cui racconta il dolore per la morte del padre. Nel 1996 le viene diagnosticato un cancro, e negli ultimi quattro anni di lotta contro la malattia Mercè scrive buona parte del suo ultimo scritto, Ragione del corpo, che verrà pubblicato postumo nel 2000.
Muore a Barcellona nel 1998, all'età di 45 anni, e viene sepolta nel paese natale Ivars d'Urgell.
Prima di morire riceve la Medaglia d'onore di Barcellona.
Verranno pubblicate postume due antologie poetiche e una raccolta di racconti in prosa intitolata Sota el signe del drac (2004), a cura di Mercè Ibarz.

## Lavoro editoriale
Nel 1973 Marçal fonda con Ramon Pinyol, Gemma d'Armengol e Xavier Bru de Sala la collana di poesie Llibres del Mall che si propone di diffondere la produzione di autori catalani, più o meno conosciuti. Bru de Sala ricorda che il progetto editoriale intendeva "dare spazio ad una generazione molto giovane e generare un cambiamento significativo nell'allora disordinato panorama poetico catalano". La collezione lancerà la celebre «Generazione degli anni '70» riunendo giovani autori che seguono una linea simbolista e che vogliono recuperare parole e metriche considerate fino ad allora obsolete. I poeti di Llibres del Mall rivendicheranno come fonti d'ispirazione autori come Joan Brossa, Josep Vicenç Foix e Joan Vinyoli. L'esperienza della raccolta di poesie termina nel 1988.
Nel 1978 Marçal partecipa anche alla fondazione della casa editrice LaSal, fondata da donne che vogliono ridare lustro alle opere di scrittrici catalane.
Nelle vesti di traduttrice, si occupa di autori come Colette, Marguerite Yourcenar, Anna Andreevna Achmatova, Marina Cvetaeva, Charles Baudelaire e Leonor Fini.

## Attivismo politico, femminista e culturale
Oltre a prendere parte attivamente alla vita letteraria catalana, Marçal partecipa a quella politica e a diversi movimenti civici e culturali. Nel 1975 simpatizza per il Partito Socialista di Liberazione Nazionale, il PSAN. L'anno seguente fa il suo ingresso nel partito ed entra nel suo esecutivo, incarico confermatole nel 1978.
Nel 1976 partecipa all'Assemblea degli Intellettuali, Professionisti e Artisti dell'Assemblea di Catalogna e in occasione delle Prime Giornate Catalane della Donna, celebrate all'Università di Barcellona, Marçal inizia la sua militanza nel movimento femminista. Da quel momento collabora con iniziative di stampo femminista di qualsiasi tipo, e diventa la voce poetica del movimento con la pubblicazione della raccolta di poesie Bruixa de dol.
All'interno del PSAN crea il Fronte delle donne, il primo gruppo di donne femministe e nazionaliste. Rimane all'interno del PSAN fino al 1979, anno in cui decide con altre donne di abbandonare il partito per formare l'organizzazione Nazionalista di Sinistra.
Nel 1979 crea la sezione femminista dell'Università Catalana d'Estiu, e la coordina fino al 1985. In seguito alla nascita della figlia Heura, Marçal abbandonerà l'attività politica e si concentrerà più sull'attivismo femminista e culturale. Nel 1994 prosegue nel lavoro con il gruppo di scrittori del Centro Catalano del Pen Club.
Fu legata sentimentalmente alla filosofa Fina Birulés, con la quale convisse dal 1984 fino alla morte.

## Opere

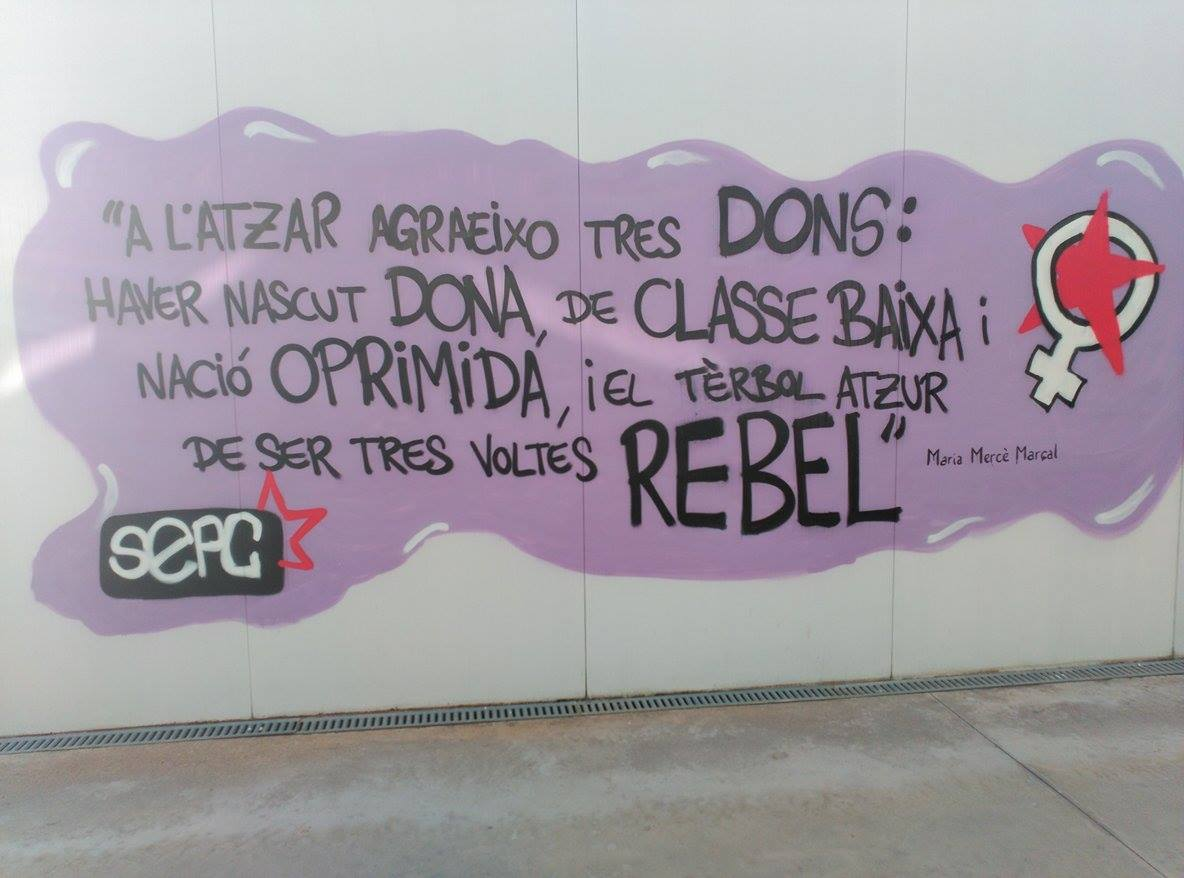
Murale del Sindicat d'Estudiants dels Països Catalans recante il famoso aforisma di Maria Mercè Marçal

Marçal definisce la scrittura come un' "attività vertebrale". I suoi testi combinano la tradizione, l'innovazione e l'investigazione sulle forme poetiche. Nei suoi primi scritti il suo grande rigore e la cura linguistica dimostrano la sua grande conoscenza della lingua.
Il suo primo libro di poesie, Cau de llunes (Premio Carles Riba 1976) con prefazione di Joan Brossa, include la poesia Divisa, che rappresenta un autentico manifesto contenente le direttive del suo attivismo:
«Al fato attribuisco tre doni: essere nata donna, di classe sociale bassa e di una nazione oppressa. E al torbido azzurro di essere tre volte ribelle.»
In un'intervista, l'autrice afferma che i tre doni rappresentano anche i cardini della sua poetica. Questi versi sono diventati molto popolari, specialmente nel movimento femminista di sinistra della Catalogna, che riconosce la scrittrice come un vero e proprio patrimonio a tal punto da proclamarla come autrice simbolo del movimento.

### Tematiche e simbologia
Marçal è tra le prime a trattare nella letteratura catalana il tema dell'amore lesbico, della gravidanza e della maternità, rompendo i tabù che avevano accompagnato questi temi. Mercè rivendica una maternità autosufficiente, in cui la presenza della figura maschile non è necessaria. In La germana, l'estrangera, narra il forte vincolo intimo che stabilisce con la figlia: «Heura, vittoria di Marzo, sorella, straniera, di colpo fattasi presente». Nella sua poesia tratta anche i temi della relazione di coppia, dell'identità femminile, della solitudine, del dolore e della passione amorosa.
Una volta diagnosticatole il cancro nel 1996, Marçal ne parla in diverse poesie, attraverso immagini poetiche e crude ed una punta di positività: la poesia identifica la morte come un "rinascere" con piena coscienza e serenità, come un ritorno al ventre materno.
Nell'ambito della simbologia, la poesia di Marçal prende gli elementi tradizionalmente associati alla donna, che spesso hanno una connotazione negativa, e dona loro un nuovo significato. È il caso della luna e della strega, figure molto frequenti nelle sue prime composizioni poetiche. Altri simboli ed immagini presenti sono il mare, il sale e lo specchio.

### Opere

#### Poesia
- Cau de llunes. Barcelona: Proa, 1977 (Premi Carles Riba 1976).[14]
- Bruixa de dol (1977-1979). Sant Boi de Llobregat: Llibres del Mall, 1979.
- Sal oberta. Sant Boi de Llobregat: Llibres del Mall, 1982
- Terra de Mai. València: El cingle, 1982
- La germana, l'estrangera (1981-1984). Sant Boi de Llobregat: Llibres del Mall, 1985
- Desglaç (1984-1988). Barcelona: Edicions 62 - Empúries, 1997
- Raó del cos. Barcelona: Edicions 62 - Empúries, 2000

#### Narrativa
- La passió segons Renée Vivien, 1994. (Premi Carlemany per al foment de la lectura 1994)
- Uf, quin dissabte, rateta Arbequina!, Barcelona, Estrella Polar, 2012. (conte infantil).

#### Altre opere
- Contraclaror: Antologia poètica de Clementina Arderiu Barcelona: La Sal, edicions de les dones, 1985
- Paisatge emergent. Trenta poetes catalanes del segle XX Barcelona: La Magrana, 1999
- El senyal de la pèrdua. Escrits inèdits dels últims anys. Barcelona, Empúries, 2014.
- Sota el signe del drac. Proses 1985-1997, Barcelona, Proa, 2004

#### Antologie
- Llengua abolida (1973-1988). València: 1989
- Contraban de llum. Antologia poètica Barcelona, Proa, 2001

#### Opere in musica
Maria Mercè Marçal è stata una delle prime poetesse, negli anni '70, ad utilizzare temi e strutture proprie del canzoniere. I suoi scritti sono stati musicati e cantati da Marina Rossell, Teresa Rebull, Ramon Muntaner, Txiqui Berraondo, Maria del Mar Bonet, Miguel Poveda, Celdoni Fonoll, Gisela Bellsolà, Enric Hernàez, Mercè Serramalera, Cinta Massip, Toti Soler e, più di recente, da Sílvia Pérez Cruz.
La Fondazione Maria-Mercè Marçal ha prodotto l'album Quattordici poesie, quattordici canzoni, nel quale quattordici cantanti hanno volto in musica le poesie dell'autrice catalana.

### Traduzioni
Maria Mercè Marçal è stata anche traduttrice.

#### Dal francese al catalano
- 1985 : La dona amagada de Colette
- 1990 : L'Oneiropompe de Leonor Fini
- 1992 : El tret de gràcia de Marguerite Yourcenar.

#### Dal russo al catalano
- 1990 : Rèquiem i altres poemes. d'Anna Akhmàtova.
- 1992 : Poema de la fi de Marina Tsvetàieva.
- 2004 : Versions d'Akhmàtova i Tsvetàieva. Com en la nit les flames d'Anna Akhmàtova i Marina Tsvetàieva

### Film
Nel 2012 la Fondazione Maria Mercè Marçal e la scuola cinematografica El Plató de Cinema hanno prodotto Ferida arrel: Maria Mercè Marçal, un lungometraggio di novanta minuti al quale hanno preso parte cineasti e produttori di generazioni diverse con l'intenzione di riflettere sulla costruzione dell'identità femminile.

### Premi letterari
Nel 1976 la raccolta di poesie Cau de llunes viene premiata con il Premio Carles Riba.
Nel 1981 Marçal vince la Flor Natural dei Giochi floreali di Barcellona.
La germana, l'estrangera riceve il Premio per la Poesia Josep Maria López Picó.
Il suo unico romanzo La passió segons Renée Vivien, con il quale la scrittrice canta apertamente dell'amore tra donne, vale alla scrittrice catalana il prestigioso Premio Carlemany (1994), il Premio della critica Serra d'Or per la Letteratura e i Saggi (1995), il Premio Joan Crexells di narrativa (1995), il Premio Prudenci Bertrana (1995), il Premio della Critica di narrativa catalana (1995) e per finire quello dell'Institució de les Lletres Catalanes (1996).

### Riconoscimenti
L'anno 2008 viene creata a Sabadell la Fondazione Maria Mercè Marçal. Con l'obiettivo di studiare e diffondere l'opera della poetessa, la fondazione ha come progetto principale lo studio degli ambiti di cui si è interessata Marçal, fra cui l'autorità femminile, la fusione tra tradizione letteraria e culturale popolare e la difesa della lingua. La fondazione organizza, ogni due anni, le Giornate Marçaliane, che vedono riunirsi specialisti e studiosi per riflettere sulla sua opera.
Nel paese natale di Marçal, Ivars d'Urgell, le è stato dedicato un monumento, ovvero una lettera "M" metallica coperta di edera, con una placca che porta incisa la poesia Divisa, e la poesia A Maria Mercè Marçal, scritta da Maria Àngels Anglada in memoria della poetessa. Nel cimitero d'Ivars d'Urgell, nell'angolo della tomba in cui riposa Marçal, si leggono dei versi ed un estratto da La passió segons Renée Vivien, il poema A Maria Mercè Marçal di Miquel Martí i Pol, e La casa dotze di Narcís Comadira.
Dal 1998, la giunta di Ivars d'Urgell convoca il premio di poesia Maria-Mercè Marçal, al quale partecipano autori provenienti da tutta la Catalogna. Nel 2008, il concistoro inaugura lo spazio culturale Maria Mercè Marçal. Nel 2014, anno in cui l'iniziativa Correllengua viene dedicata a Marçal si organizzano una serie di iniziative celebrative ad Ivars d'Urgell, tra il quale un omaggio floreale alla tomba dell'autrice e una passeggiata passando per gli spazi simbolici della stessa.
Sulle rovine del castello di Valencia d'Àneu è stata posta una targa commemorativa con la poesia València d'Àneu che Marçal ha scritto su questo paese della comarca del Pallars Sobirà. Molte città e paesi catalani hanno dedicato a Maria Mercè Marçal vie o piazze. Il quartiere popolare Nou Barris di Barcelona è anche chiamato Tres Voltes Rebel in omaggio alla poesia Divisa.

### L'influenza classica nell'opera di Maria Mercè Marçal
L'opera letteraria di Maria Mercè Marçal è piena d'immagini dei miti della letteratura, utilizzati per indagare le diverse scrittrici che suscitano il suo interesse. Nel romanzo La passió de Renée Vivien, la scrittrice usa tre temi classici ricorrenti: Saffo di Lesbo, l'immagine dello specchio come un viaggio verso la conoscenza, e il mito delle Erinni per spiegare la sua concezione della voce poetica femminile.
Maria Merçè Marçal usa diverse volte il mito greco della nascita di Atena per analizzare la relazione delle donne nella letteratura. Atena, che arriva al mondo completamente vestita ed armata, protegge la sua nudità con l'eredità paterna dell'armatura che viene concepita come un archetipo virile, atto a rappresentare la costruzione maschile della femminilità. Dall'altra parte, il suo scudo porta incorporato la figura di Medusa, la donna salvatrice e pericolosa, la femmina più indomabile e la femminilità fatta mostro, che rappresenta la nudità di Atena.
Per Marçal la donna poetessa è un ibrido tra Atena e Medusa, e vede se stessa, nel contesto culturale ed intellettuale, come una figlia senza madre e allo stesso tempo, un essere selvaggio ed indomabile.